# Dušan Bakić
Dušan Bakić (in serbo Душан Бакић?; Podgorica, 23 febbraio 1999) è un calciatore montenegrino, attaccante della Dinamo Minsk e della nazionale montenegrina.

## Caratteristiche tecniche
È un centravanti.

## Carriera

### Club
Muove i suoi primi passi nelle giovanili del Budućnost. Il 12 luglio 2018 esordisce nelle competizioni europee in Budućnost-AS Trenčín (0-2), incontro preliminare valido per l'accesso alla fase a gironi di UEFA Europa League, subentrando all'87' al posto di Miloš Mijić.
Non trovando spazio in squadra, il 24 febbraio 2020 si accorda con l'Ėnerhetyk-BDU Minsk, formazione impegnata nel campionato bielorusso. Il 22 gennaio 2021 viene ingaggiato dalla Dinamo Minsk, che lo cede in prestito al TJK Legion, nel campionato estone.

### Nazionale
Ha giocato nella nazionale montenegrina Under-21.
Esordisce con la nazionale montenegrina il 17 novembre 2022 contro la Slovacchia in amichevole (2-2), subentrando al 58' al posto di Marko Vešović.

## Statistiche

### Presenze e reti nei club
Statistiche aggiornate al 23 ottobre 2024.
| Stagione            | Squadra             | Campionato          | Campionato | Campionato | Coppe nazionali | Coppe nazionali | Coppe nazionali | Coppe continentali | Coppe continentali | Coppe continentali | Altre coppe | Altre coppe | Altre coppe | Totale | Totale |
| Stagione            | Squadra             | Comp                | Pres       | Reti       | Comp            | Pres            | Reti            | Comp               | Pres               | Reti               | Comp        | Pres        | Reti        | Pres   | Reti   |
| ------------------- | ------------------- | ------------------- | ---------- | ---------- | --------------- | --------------- | --------------- | ------------------ | ------------------ | ------------------ | ----------- | ----------- | ----------- | ------ | ------ |
| 2017-2018           | Budućnost           | PL                  | 14         | 1          | CM              | 2               | 0               | -                  | -                  | -                  | -           | -           | -           | 16     | 1      |
| 2018-2019           | Budućnost           | PL                  | 16         | 1          | CM              | 3               | 0               | UEL                | 2                  | 0                  | -           | -           | -           | 21     | 1      |
| 2019-feb. 2020      | Budućnost           | PL                  | 5          | 0          | CM              | 1               | 0               | UEL                | 3                  | 1                  | -           | -           | -           | 9      | 1      |
| Totale Budućnost    | Totale Budućnost    | Totale Budućnost    | 35         | 2          |                 | 6               | 0               |                    | 5                  | 1                  |             | -           | -           | 46     | 3      |
| 2020                | Ėnerhetyk-BDU Minsk | VL                  | 24         | 8          | KB              | 2               | 3               | -                  | -                  | -                  | -           | -           | -           | 26     | 11     |
| 2021                | TJK Legion          | ML                  | 13         | 3          | CE              | 1               | 1               | -                  | -                  | -                  | -           | -           | -           | 14     | 4      |
| 2022                | Dinamo Minsk        | VL                  | 26         | 8          | KB              | 4               | 1               | UECL               | 4                  | 1                  | -           | -           | -           | 34     | 10     |
| 2023                | Dinamo Minsk        | VL                  | 26         | 9          | KB              | 2               | 5               | UECL               | 2                  | 0                  | -           | -           | -           | 30     | 14     |
| Totale Dinamo Minsk | Totale Dinamo Minsk | Totale Dinamo Minsk | 52         | 17         |                 | 6               | 6               |                    | 6                  | 1                  |             | -           | -           | 64     | 24     |
| gen.-giu. 2024      | Omonia              | A                   | 4+7        | 0          | CC              | 4               | 0               | UECL               | -                  | -                  | SC          | -           | -           | 15     | 0      |
| 2024-2025           | Karmiōtissa         | A                   | 3          | 0          | CC              | 1               | 2               | -                  | -                  | -                  | -           | -           | -           | 4      | 2      |
| Totale carriera     | Totale carriera     | Totale carriera     | 138        | 30         |                 | 20              | 12              |                    | 11                 | 2                  |             | -           | -           | 169    | 44     |

### Cronologia presenze e reti in nazionale
| Cronologia completa delle presenze e delle reti in nazionale ― Montenegro | Cronologia completa delle presenze e delle reti in nazionale ― Montenegro | Cronologia completa delle presenze e delle reti in nazionale ― Montenegro | Cronologia completa delle presenze e delle reti in nazionale ― Montenegro | Cronologia completa delle presenze e delle reti in nazionale ― Montenegro | Cronologia completa delle presenze e delle reti in nazionale ― Montenegro | Cronologia completa delle presenze e delle reti in nazionale ― Montenegro | Cronologia completa delle presenze e delle reti in nazionale ― Montenegro |
| Data                                                                      | Città                                                                     | In casa                                                                   | Risultato                                                                 | Ospiti                                                                    | Competizione                                                              | Reti                                                                      | Note                                                                      |
| ------------------------------------------------------------------------- | ------------------------------------------------------------------------- | ------------------------------------------------------------------------- | ------------------------------------------------------------------------- | ------------------------------------------------------------------------- | ------------------------------------------------------------------------- | ------------------------------------------------------------------------- | ------------------------------------------------------------------------- |
| 17-11-2022                                                                | Podgorica                                                                 | Montenegro                                                                | 2 – 2                                                                     | Slovacchia                                                                | Amichevole                                                                | -                                                                         | 58’ 88’                                                                   |
| 20-11-2022                                                                | Lubiana                                                                   | Slovenia                                                                  | 1 – 0                                                                     | Montenegro                                                                | Amichevole                                                                | -                                                                         | 46’                                                                       |
| 20-6-2023                                                                 | Podgorica                                                                 | Montenegro                                                                | 1 – 4                                                                     | Rep. Ceca                                                                 | Amichevole                                                                | -                                                                         | 77’                                                                       |
| 12-10-2023                                                                | Podgorica                                                                 | Montenegro                                                                | 3 – 2                                                                     | Libano                                                                    | Amichevole                                                                | -                                                                         | 46’                                                                       |
| 16-11-2023                                                                | Podgorica                                                                 | Montenegro                                                                | 2 – 0                                                                     | Lituania                                                                  | Qual. Euro 2024                                                           | -                                                                         | 79’                                                                       |
| 21-3-2024                                                                 | Boztepe                                                                   | Montenegro                                                                | 2 – 0                                                                     | Bielorussia                                                               | Amichevole                                                                | -                                                                         | 66’                                                                       |
| 25-3-2024                                                                 | Boztepe                                                                   | Montenegro                                                                | 1 – 0                                                                     | Macedonia del Nord                                                        | Amichevole                                                                | -                                                                         | 83’                                                                       |
| 5-6-2024                                                                  | Bruxelles                                                                 | Belgio                                                                    | 2 – 0                                                                     | Montenegro                                                                | Amichevole                                                                | -                                                                         | 87’                                                                       |
| 9-6-2024                                                                  | Podgorica                                                                 | Montenegro                                                                | 1 – 3                                                                     | Georgia                                                                   | Amichevole                                                                | -                                                                         | 75’                                                                       |
| Totale                                                                    |                                                                           | Presenze                                                                  | 9                                                                         |                                                                           | Reti                                                                      | 0                                                                         |                                                                           |

## Palmarès

### Club

#### Competizioni nazionali
- Coppa del Montenegro: 1

Budućnost: 2018-2019
- Campionato bielorusso: 1

Dinamo Minsk: 2023
- Supercoppa di Bielorussia: 1

Dinamo Minsk: 2025